# Конференција у Алхесирасу
Конференција у Алхесирасу назив је за међународну конференцију одржану ради решавања Прве мароканске кризе у шпанском граду Алхесирасу од 16. јануара до 7. априла 1906. године. На конференцији је одлучено да се Мароко стави под протекторат Француске. 

## Увод
После закључења уговора о енглеско-јапанском савезу, енглески интереси у Кини били су обезбеђени. Исте године завршен је крвави Други бурски рат (1899-1902). Истовремено, Британија отпочиње преговоре са Француском о регулисању главних колонијалних проблема. Односи су били веома лоши током 1898. године када је избио инцидент око Фашоде који умало није довео до рата. Међутим, две државе зближила је заједничка опасност од Немачке. Француско-немачке супротности трају још од Француско-пруског рата, односно уједињења Немачке. Бизмарк је током готово читавог свог мандата водио непријатељску политику према Француској. Супротности имају пре свега економски карактер, огромна рудна богатства Алзаса и Лорене. Французи су тежили и ка освајању сарског басена угља. Такође, Немачка је испољавала непријатељство према Француској из истог разлога као и према Енглеској; због жеље за прерасподелом светских колонија. Француска је, после Енглеске, била друга колонијална сила света. Немачки капитал нарочито је испољавао интересовање за експлоатацијом рудних богатстава Марока кога су француски империјалисти намеравали убрзо да освоје. Било је то последње нерасподељено место на свету. Енглеско-немачке супротности испољавају се од почетка 1890.тих година. Немачка је свуда покушала да се опире енглеској колонијалној политици. Немци су заузели непријатељски став према енглеској политици у јужној Африци подржавајући Буре у Другом бурском рату. Такође су почели припремати морнарицу која би надмашила првенство Енглеске. 
Априла 1904. године постигнут је споразум о главним колонијалним питањима. Француска је обећала да се неће противити колонијалној политици Енглеске у Египту (који је формално и даље био у саставу Османског царства, али је његов кедив економски зависио од Енглеза). Француска се годинама супротстављала Енглезима у Египту, али је овим споразумом коначно признала да он спада у интересну сферу енглеске колонијалне политике. У накнаду за то, Енглеска је пристала да Француска заузме Мароко. Појас који се налазио према Гибралтару прешао би у руке слабе и безопасне Шпаније. Споразумом су ударени темељи Антанте. 
У почетку Немачка није приговарала тачки споразума о француској окупацији Марока. Тек крајем 1904. године немачка влада одлучила је да интервенише. Пре свега, предузела је кораке са циљем разбијања француско-руског савезништва, користећи се слабошћу руског царизма. Виљем II и Николај II отпочели су преговоре о склапању споразума који би означио крај руско-француског савезништва и немачком цару оставио слободне руке за рат са Француском. Преговори нису били успешни, али је Русија била превише слаба како би интервенисала у могућем рату. 

## Мароканска криза
Немачки цар је марта 1905. године демонстративно посетио мароканско пристаништве Тангер и тамо одржао говор у коме је указивао на „независност“ Марока. Канцелар Билов је истакао свој захтев да се сазове међународна конференција на којој би се решавало заједнички о мароканском питању. У случају одбијања, Француска би се нашла у опасности да избије рат са Немачком. Британска влада понудила је војну помоћ Француској у том случају, и сама желећи рат са Немачком чија је морнарица и даље била доста слабија од енглеске. Министар спољних послова био је спреман да прими немачко изазивање, али су се супротставили премијер Рувје и председник Лубе. Делкасе је поднео оставку, а Рувје је започео преговоре са Немачком. Француска је пристала да се питање изнесе пред конференцију која ће се одржати у шпанском месту Алхесирас. Још једна од последица Мароканске кризе је одлука енглеске владе да спреми војску која би могла пребацити у Француску и Белгију за напад на Немачку. 

## Конференција
Конференција у Алхесирасу одржана је 1906. године. Формално узевши, сам пристанак Француске да се питање решава на конференцији значио је победу Немачке. Међутим, резултати су били такви да се конференција мора сматрати немачким поразом. Енглеска, Русија и Италија активно су подржале Француску, као и Сједињене Америчке Државе. Конференцији су присуствовали председници четрнаест држава: Немачке, Аустро-Угарске, Велике Британије, Француске, Шпаније, Русије, САД, Италије, Белгије, Португалије, Шведске, Холандије, Марока и Османског царства. Немачка је остала усамљена; од 13 држава на конференцији, подршку јој је пружила једино Аустро-Угарска. Мароко је формално и даље остао независтан, а његове финансије стављене су под међународну контролу, што се посебно односило на царине. Организација мароканске полиције поверена је Француској и Шпанији које су истовремено добиле дужност да „одржавају ред“ у Мароку. Борба око Марока тиме није завршена, и она је постала једно од најзначајнијих спорних питања који ће довести до избијања Великог рата. 